# Isabel Zollna
Isabel Zollna (* 1956 in Frankfurt am Main) ist eine deutsche Romanistin.

## Leben
Bis 1988 studierte sie Romanistik, Germanistik und Pädagogik an der Universität Frankfurt am Main. Nach der Promotion 1988 bei Brigitte Schlieben-Lange in Frankfurt am Main war sie von 1990 bis 1992 Lektorin für Deutsch als Fremdsprache in Krakau. Nach der Habilitation 1997 an der Universität Tübingen ist sie seit 1999 Professorin der Romanischen Philologie in Marburg.
Ihre Forschungsschwerpunkte sind Soziolinguistik, Pragmatik, Geschichte der Sprachwissenschaft, Prosodie von Textsorten, Wortbildung und Regional- und Minderheitensprachen.

## Schriften (Auswahl)
- Einbildungskraft (imagination) und Bild (image) in den Sprachtheorien um 1800. Ein Vergleich zwischen Frankreich und Deutschland. Tübingen 1990, ISBN 3-8233-4310-6.
- Stimmen der Distanz. Professionelle monologische Sprechstile. Eine vergleichende Untersuchung zu Wiederholung und Expressivität. Prosodische Gestaltung in spanischen, französischen, englischen und deutschen Gebeten, Durchsagen und Verkaufsrufen. Tübingen 2003, ISBN 3-86057-725-5.
- Tomás García Luna: Gramática General (1845) : kommentierte Edition mit einer Einleitung versehen von Isabel Zollna, Berlin ; Bern ; Wien : Peter Lang, 2022, ISBN 978-3-631-88405-8